# 大久保忠脩
大久保 忠脩（おおくぼ ただなが）は、江戸時代後期の相模国小田原藩の世嗣。名は忠修とも。官位は従五位下・安芸守。

## 略歴
7代藩主・大久保忠真の長男として誕生。幼名は賢二郎。正室は小笠原忠固の娘。
小田原藩嫡子として生まれ、文政9年（1826年）に従五位下・安芸守に叙せられるが、家督相続以前の天保2年（1831年）に22歳で早世した。戒名は敬順院愼行了性。
代わって長男・忠愨が嫡子となった。